# (39679) Nukuhiyama
(39679) Nukuhiyama est un astéroïde de la ceinture principale.

## Description
(39679) Nukuhiyama est un astéroïde de la ceinture principale. Il fut découvert le 19 juillet 1996 à Nanyo par Tomimaru Okuni. Il présente une orbite caractérisée par un demi-grand axe de 2,21 UA, une excentricité de 0,16 et une inclinaison de 4,8° par rapport à l'écliptique.

## Compléments